# Listopad 2017

## 30 listopada
| SPRAWY KRYMINALNE |
| --- |
| - Dyktatura wojskowa w Argentynie (1976-1982) - Sąd w Buenos Aires wydał wyroki dożywotniego pozbawienia wolności na 29 byłych wojskowych, w tym Alfredo Astiza nazywanego „Blond Aniołem Śmierci” i Jorge Acostę o pseudonimie „Tygrys”, pracujących w głównej katowni argentyńskiej dyktatury ESMA, w której śmierć poniosło blisko pięć tysięcy osób. Łącznie ogłoszono wyroki w sprawie 54 oskarżonych o zbrodnie. 19 osób usłyszało wyrok pozbawienia wolności od 8 do 25 lat. Sześciu podejrzanych oczyszczono z zarzutów, w tym Juana Alemanna, ministra finansów urzędującego w czasach dyktatury. |
| SPORT |
| - Piłka nożna - Azjatycki Piłkarz Roku: Piłkarzem Roku Azji wybrany został Syryjczyk Omar Kharbin, napastnik saudyjskiego Al-Hilal. Wśród zawodników grających poza azjatycką konfederacją zwyciężył Koreańczyk Son Heung-min z Tottenhamu. |

## 29 listopada
| SPRAWY KRYMINALNE |
| --- |
| - Międzynarodowy Trybunał Karny dla byłej Jugosławii - Międzynarodowy Trybunał Karny dla byłej Jugosławii w trybie apelacji utrzymał wyroki 20 lat pozbawienia wolności z 2013 roku wobec Jadranka Prlicia, Slobodana Praljaka, Bruno Stojicia oraz Milivoja Petkovicia za zbrodnie wojenne i zbrodnie przeciwko ludzkości dokonane w czasie wojny w Bośni i Hercegowinie. Po ogłoszeniu wyroku Praljak wypił truciznę, co w konsekwencji doprowadziło do jego śmierci. |
| SPORT |
| - Piłka nożna - Copa Libertadores: Brazylijski klub Grêmio Porto Alegre zwyciężył w rozgrywkach Copa Libertadores, pokonując 2:1 w drugim meczu finału argentyński Club Atlético Lanús. W pierwszym finałowym spotkaniu rozegranym 22 listopada również zwyciężył brazylijski zespół 1:0. |

## 27 listopada
| POLITYKA I SPRAWY MIĘDZYNARODOWE |
| --- |
| - Podróż apostolska Franciszka do Mjanmy i Bangladeszu - Papież Franciszek wylądował na międzynarodowym lotnisku w Yangonie w Mjanmie, rozpoczynając swoją podróż apostolską do Mjanmy i Bangladeszu. |
| SPORT |
| - Biathlon - Rosjanki Jana Romanowa i Olga Wiłuchina zostały ukarane dożywotnim zakazem startu w igrzyskach olimpijskich. Utraciły także medale zdobyte w trakcie zimowych igrzysk olimpijskich w Soczi w 2014 roku (Wiłuchina srebrny medal w sprincie, natomiast wraz z Romanową - srebrny medal w sztafecie). |

## 26 listopada
| SPORT |
| --- |
| - Formuła 1 - Zakończył się sezon 2017 Formuły 1. W klasyfikacji kierowców po raz czwarty triumfował Brytyjczyk Lewis Hamilton, natomiast wśród konstruktorów zwyciężył Mercedes. - Tenis - W finale Pucharu Davisa (drużynowych męskich rozgrywek w tenisie ziemnym) Francja pokonała Belgię 3:2. |

## 25 listopada
| SPORT |
| --- |
| - Curling - Mistrzostwa Europy: W St. Gallen zakończyły się Mistrzostwa Europy. W turnieju mężczyzn zwyciężyła drużyna Szwecji, która w finale pokonała zespół Szkocji, natomiast w turnieju kobiet mistrzostwo zdobył zespół Szkocji po zwycięstwie w finale nad Szwecją. - Piłka nożna - Liga Mistrzów AFC: W drugim meczu finałowym Ligi Mistrzów AFC japoński zespół Urawa Red Diamonds pokonał na własnym stadionie saudyjski Al Hilal 1:0 (0:0), tym samym zwyciężając w całych rozgrywkach. W pierwszym meczu finałowym rozegranym 18 listopada padł wynik 1:1. |

## 24 listopada
| POLITYKA I SPRAWY MIĘDZYNARODOWE |
| --- |
| - Polityka Zimbabwe - Emmerson Mnangagwa został zaprzysiężony na prezydenta Zimbabwe. |
| KONFLIKTY ZBROJNE |
| - Rebelia islamska na Synaju - Co najmniej 305 osób zginęło, a 120 zostało rannych w wyniku ataku na ludzi wychodzących z sufickiego meczetu w Bir al-Abd w Egipcie. - W odpowiedzi na zamach przeprowadzony w Bir al-Abd egipskie siły powietrzne dokonały nalotów na północy półwyspu Synaj. - Wojna w Donbasie - Przywódca samozwańczej separatystycznej Ługańskiej Republiki Ludowej Igor Płotnicki podał się do dymisji. Obowiązki przywódcy przejął szef tzw. ministerstwa bezpieczeństwa państwowego samozwańczej republiki Leonid Pasecznyk. |
| SPRAWY KRYMINALNE |
| - Proces Oscara Pistoriusa - Najwyższy Sąd Apelacyjny Republiki Południowej Afryki zwiększył do 13 lat i 5 miesięcy karę pozbawienia wolności nałożoną na Oscara Pistoriusa za zamordowanie swojej partnerki Reevy Steenkamp. |
| SPORT |
| - Bobsleje - Międzynarodowy Komitet Olimpijski ogłosił, iż rosyjski bobsleista Aleksandr Zubkow stracił dwa złote medale olimpijskie zdobyte w 2014 roku na igrzyskach olimpijskich w Soczi. |

## 23 listopada
| KATASTROFY I WYPADKI |
| --- |
| - Zaginięcie okrętu podwodnego ARA „San Juan” - Poszukiwany od 15 listopada argentyński okręt podwodny ARA „San Juan” został uznany za zatopiony, a rodziny członków załogi zostały powiadomione o śmierci ich bliskich. |

## 22 listopada
| POLITYKA I SPRAWY MIĘDZYNARODOWE |
| --- |
| - Polityka Libanu - Premier Libanu Sad al-Hariri oświadczył, że wstrzymuje swoją rezygnację ze stanowiska po tym, jak prezydent Michel Aoun zwrócił się do niego z prośbą o przemyślenie tej decyzji. |
| SPRAWY KRYMINALNE |
| - Międzynarodowy Trybunał Karny dla byłej Jugosławii - Międzynarodowy Trybunał Karny dla byłej Jugosławii skazał dowódcę bośniackich Serbów – generała Ratko Mladicia na karę dożywotniego pozbawienia wolności, uznając go winnym zbrodni ludobójstwa oraz zbrodni przeciwko ludzkości. Trybunał uznał, iż rozkazy Mladicia były „kluczowe” w dokonaniu ludobójstwa na ośmiu tysiącach muzułmańskich mężczyzn i chłopców w Srebrenicy w 1995 roku. |
| SPORT |
| - Skeleton - Międzynarodowy Komitet Olimpijski zdyskwalifikował czworo rosyjskich skeletonistów: Jelenę Nikitinę, Mariję Orłową, Olgę Potylicynę oraz Aleksandra Trietjakowa, i nałożył na nich sankcję dożywotniego wykluczenia z igrzysk olimpijskich. Trietjakow utracił także złoty medal igrzysk olimpijskich z Soczi, natomiast Nikitina – brązowy medal tychże igrzysk.                                                                      |

## 21 listopada
| POLITYKA I SPRAWY MIĘDZYNARODOWE |
| --- |
| - Polityka Zimbabwe - Po rozpoczęciu przez parlament Zimbabwe procedury impeachmentu prezydent Robert Mugabe złożył rezygnację z urzędu. - Polityka Libanu - Sad al-Hariri, który 4 listopada z terytorium Arabii Saudyjskiej ogłosił, że ustępuje ze stanowiska premiera Libanu, powrócił do kraju. Hariri przyleciał do Bejrutu z Kairu, gdzie spotkał się z prezydentem Egiptu – Abd al-Fattahem as-Sisi. W drodze do Bejrutu Hariri zatrzymał się na Cyprze, gdzie krótko rozmawiał z prezydentem tego kraju, Nikosem Anastasiadisem. - Stosunki amerykańsko-palestyńskie - Palestyński minister spraw zagranicznych Riyad al-Maliki poinformował, iż Palestyńczycy zamrażają wszystkie spotkania z amerykańskimi przedstawicielami po tym, jak Waszyngton zdecydował nie przedłużać pozwolenia na działalność biura Organizacji Wyzwolenia Palestyny w Stanach Zjednoczonych. |
| KONFLIKTY ZBROJNE |
| - Wojna w Somalii - W operacji amerykańskiego lotnictwa przeciw ugrupowaniu Asz-Szabab 200 km od stolicy Somalii, Mogadiszu, zginęło ponad 100 bojowników tej organizacji. - Konflikt w Nigerii - Co najmniej 50 osób zginęło, a wiele zostało rannych w wyniku samobójczego zamachu na meczet w mieście Mubi w Nigerii przeprowadzonego przez organizację Boko Haram. |
| KATASTROFY I WYPADKI |
| - Erupcja wulkanu Agung - Na Bali doszło do erupcji wulkanu Agung, pierwszej od 1963 roku. W promieniu siedmiu i pół kilometra wokół szczytu utworzono strefę ewakuacji. Ewakuowanych zostało ok. 140 tysięcy osób. |

## 20 listopada
| POLITYKA I SPRAWY MIĘDZYNARODOWE |
| --- |
| - Stosunki amerykańsko-północnokoreańskie - Stany Zjednoczone uznały Koreę Północną za kraj sponsorujący terroryzm. - Wybory prezydenckie w Kenii - Sąd Najwyższy Kenii jednomyślnie podtrzymał legalność reelekcji prezydenta Uhuru Kenyatty w powtórzonym głosowaniu w październiku 2017 roku. - Brexit - Rada Unii Europejskiej zdecydowała, iż po wystąpieniu Wielkiej Brytanii z Unii Europejskiej siedziba Europejskiej Agencji Leków zostanie przeniesiona z Londynu do Amsterdamu, a siedziba Europejskiego Urzędu Nadzoru Bankowego – z Londynu do Paryża. |
| KONFLIKTY ZBROJNE |
| - Wojna domowa w Syrii - Szef Wysokiego Komitetu Negocjacyjnego, zrzeszającego główne grupy rebelianckie i politycznych przeciwników prezydenta Syrii Baszszara al-Asada, Rijad Farid Hidżab, ogłosił swoją rezygnację. |

## 19 listopada
| POLITYKA I SPRAWY MIĘDZYNARODOWE |
| --- |
| - Polityka Izraela - Premier Binjamin Netanjahu podczas posiedzenia rządu poinformował, iż Izrael wydali do krajów trzecich około 40 tysięcy migrantów z Afryki (głównie z Erytrei i Sudanu), uznając ich za nielegalnych imigrantów. Głębokie zaniepokojenie planami rządu Izraela wyraziło Biuro Wysokiego Komisarza Narodów Zjednoczonych ds. Uchodźców (UNHCR). - Polityka Zimbabwe - Prezydent Robert Mugabe został usunięty ze stanowiska przewodniczącego partii ZANU-PF. Przedstawiciele partii jednocześnie wezwali Mugabe do ustąpienia ze stanowiska. Nowym przewodniczącym ZANU-PF został Emmerson Mnangagwa – usunięty przez Mugabe ze stanowiska wiceprezydenta. - Prezydent Robert Mugabe w wygłoszonym przemówieniu zapowiedział, że nie ustąpi z urzędu prezydenta i że będzie przewodniczył kongresowi partii rządzącej ZANU-PF. Lider wpływowego stowarzyszenia weteranów Chris Mutsvangwa stwierdził, że należy uruchomić procedurę impeachmentu oraz wezwał do ulicznych protestów. |
| KONFLIKTY ZBROJNE |
| - Wojna domowa w Syrii - Armia syryjska oraz sojusznicze milicje szyickie z Libanu, Iraku i Iranu ponownie odbiły z rąk Państwa Islamskiego strategiczne miasto Abu Kamal. - Konflikt etniczny w Mjanmie - Minister spraw zagranicznych Bangladeszu Abul Hasan Mahmud Ali poinformował, że prowadzi negocjacje z Mjanmą w sprawie repatriacji uchodźców z ludu Rohingja, którzy uciekli przed czystkami etnicznymi, jakich dopuściła się armia Mjanmy. |
| KATASTROFY I WYPADKI |
| - Co najmniej 15 osób zginęło pod naporem tłumu w marokańskim miasteczku Sidi Boulaalam w czasie odbioru pomocy humanitarnej. Wszystkie ofiary to kobiety. |
| SPORT |
| - Rajdy samochodowe - Rajdowe Mistrzostwa Świata: Zakończył się sezon 2017 Rajdowych Mistrzostw Świata. W klasyfikacji generalnej zwyciężył Francuz Sébastien Ogier, natomiast w klasyfikacji zespołowej – brytyjski zespół M-Sport World Rally Team. - Tenis - ATP Finals: W Londynie zakończył się turniej ATP Finals. W grze pojedynczej zwyciężył Bułgar Grigor Dimitrow, pokonując w finale Belga Davida Goffina. W grze podwójnej triumfowała para Henri Kontinen/John Peers, wygrywając w finale z parą Łukasz Kubot/Marcelo Melo. |

## 18 listopada
- Zmarł Naim Süleymanoğlu – trzykrotny mistrz olimpijski i siedmiokrotny mistrz świata w podnoszeniu ciężarów.

| POLITYKA I SPRAWY MIĘDZYNARODOWE |
| --- |
| - Polityka Libanu - Premier Libanu Sad al-Hariri przybył z Arabii Saudyjskiej do Paryża, gdzie spotkał się z prezydentem Emmanuelem Macronem. - Polityka Zimbabwe - Dziesiątki tysięcy mieszkańców Zimbabwe wyszło na ulice stolicy kraju – Harare – domagając się odsunięcia od władzy prezydenta Roberta Mugabe. |
| KULTURA |
| - Miss World - W Sanya w Chinach odbył się 67. finał Miss World. Zwyciężczynią została reprezentantka Indii – Manushi Chhillar. |
| SPORT |
| - Snooker - Shanghai Masters: Ronnie O’Sullivan zwyciężył w turnieju Shanghai Masters, pokonując w finale Judda Trumpa (10:3). Dla O’Sullivana był to 30. tytuł w turnieju rankingowym. |

## 17 listopada
| POLITYKA I SPRAWY MIĘDZYNARODOWE |
| --- |
| - Polityka Kenii - Co najmniej pięć osób zginęło podczas demonstracji w Nairobi po tym, jak zwolennicy Raila Odinga i członkowie koalicji NASA starli się z policją Kenii. |
| KONFLIKTY ZBROJNE |
| - Ofensywa Państwa Islamskiego w Iraku - Iracka armia ogłosiła, że przejęła kontrolę nad miastem Rawa, które było ostatnim bastionem tzw. Państwa Islamskiego w Iraku.     |

## 16 listopada
- W wieku 100 lat zmarł Franciszek Kornicki, ostatni żyjący dowódca polskiego dywizjonu z okresu II wojny światowej.

| POLITYKA I SPRAWY MIĘDZYNARODOWE |
| --- |
| - Polityka Kambodży - Sąd Najwyższy Kambodży zakazał prowadzenia działalności politycznej przez okres pięciu lat głównemu opozycyjnemu ugrupowaniu politycznemu - Partii Narodowego Ocalenia Kambodży. Na mocy wyroku utraciła ona również kontrolę w radach, którą uzyskała dzięki wygranej w wyborach lokalnych. - Wybory parlamentarne na Tonga - W wyborach parlamentarnych na Tonga Demokratyczna Partia Wysp Przyjaznych zdobyła 14 na 17 możliwych mandatów do Zgromadzenia Ustawodawczego. Pozostałe trzy mandaty uzyskali kandydaci niezależni. |
| KONFLIKTY ZBROJNE |
| - Wojna domowa w Syrii - Rada Bezpieczeństwa ONZ odrzuciła amerykański projekt rezolucji ws. przedłużenie mandatu ONZ i Organizacji ds. Zakazu Broni Chemicznej (OPCW) prowadzących wspólne śledztwo dotyczące użycia broni chemicznej w Syrii. - Konflikt etniczny w Mjanmie - Human Rights Watch oskarżyła wojsko Mjanmy o dopuszczanie się gwałtów na kobietach i dziewczynkach w ramach czystek etnicznych wymierzonych w muzułmańską mniejszość Rohingja. - Wojna domowa w Sudanie Południowym - Rywalizujące frakcje rządzącego w Sudanie Południowym Ludowego Ruchu Wyzwolenia Sudanu podpisały deklarację o zjednoczeniu (Declaration of Unification). Porozumienie zostało podpisane w Kairze, a w wydarzeniu uczestniczyli prezydenci Egiptu i Ugandy – Abd al-Fattah as-Sisi oraz Yoweri Museveni. |

## 15 listopada
| POLITYKA I SPRAWY MIĘDZYNARODOWE |
| --- |
| - Polityka Macedonii - Parlament Macedonii uchwalił ustawę ustanawiającą albański jako drugi, obok macedońskiego, oficjalny język w całym kraju. - Polityka Zimbabwe - Wojsko Zimbabwe opanowało gmach państwowego radia i telewizji ZBC w stolicy Zimbabwe – Harare. Zablokowało także dojazdy do budynków rządowych i sądów. Rzecznik sił zbrojnych Zimbabwe w oświadczeniu wygłoszonym w ZBC zdementował pogłoski, jakoby wojsko dokonało zamachu stanu. Podkreślił, że celem akcji, jakie podjęła armia, są „kryminaliści” w otoczeniu prezydenta Roberta Mugabe, a sam prezydent jest bezpieczny. - Polityka Wysp Salomona - Rick Houenipwela został wybrany przez parlament Wysp Salomona stosunkiem głosów 33-16 na nowego premiera. - Sytuacja prawna i społeczna osób LGBT w Australii - Australijskie Biuro Statystyczne poinformowało, iż większość Australijczyków poparła w głosowaniu przeprowadzonym za pośrednictwem poczty legalizację małżeństw osób tej samej płci. Legalizację małżeństw jednopłciowych poparło 61,6% osób, które wzięły udział w głosowaniu. Frekwencja wyniosła 79,52%. |
| KONFLIKTY ZBROJNE |
| - Konflikt w Nigerii - Dziesięć osób zginęło, a 30 zostało rannych w samobójczym zamachu bombowym w Maiduguri, stolicy stanu Borno w Nigerii. |
| KATASTROFY I WYPADKI |
| - Zaginięcie okrętu podwodnego ARA „San Juan” - Na południowym Atlantyku zaginął argentyński okręt podwodny ARA „San Juan” podczas rejsu do Mar del Plata. Na pokładzie okrętu znajdowały się 44 osoby. |
| KULTURA |
| - Na aukcji w Nowym Jorku obraz Leonarda da Vinci „Zbawiciel świata” sprzedano za 450 milionów dolarów, co jest największą sumą w historii, jaką uzyskano za dzieło sztuki. |
| NAUKA |
| - W czasopiśmie naukowym The Astrophysical Journal Letters ogłoszono, iż w ramach projektów LIGO i Virgo odnotowano następną detekcję fal grawitacyjnych pochodzących od zderzenia czarnych dziur. Sygnał zarejestrowano 8 czerwca 2017 roku. Najnowsze ogłoszone odkrycie nosi oznaczenie GW170608. |

## 14 listopada
| POLITYKA I SPRAWY MIĘDZYNARODOWE |
| --- |
| - Referendum niepodległościowe w Kurdystanie - W oświadczeniu władze Kurdyjskiego Rządu Regionalnego zapowiedziały respektowanie orzeczenia Federalnego Sądu Najwyższego w Iraku, zgodnie z którym żaden region czy prowincja nie może odłączyć się od kraju. |
| KONFLIKTY ZBROJNE |
| - Wojna w Afganistanie - Afgańscy talibowie w ciągu kilku godzin w nocy z 13 na 14 listopada przeprowadzili ataki na kilkanaście punktów kontrolnych w prowincji Kandahar. Zginęło co najmniej 22 policjantów, a rannych zostało 15. - Wojna domowa w Jemenie - Co najmniej sześć osób zostało zabitych w Adenie w wyniku eksplozji samochodu pułapki w pobliżu bazy lokalnych sił bezpieczeństwa. Ataku dokonał lokalny odłam Państwa Islamskiego. |
| KULTURA |
| - Miss International - W Tokio odbył się 57. finał wyborów Miss International. Miss International wybrana została Indonezyjka Kevin Lilliana. |

## 13 listopada
| POLITYKA I SPRAWY MIĘDZYNARODOWE |
| --- |
| - Szczyt ASEAN - W Manili na Filipinach rozpoczął się 31. szczyt ASEAN. - Unia Europejska - 23 państwa członkowskie Unii Europejskiej notyfikowały przystąpienie do stałej współpracy strukturalnej w dziedzinie obronności (PESCO). Do PESCO nie przystąpiły: Dania, Irlandia, Malta, Portugalia oraz Wielka Brytania. - Na posiedzeniu Rady Unii Europejskiej ministrowie spraw zagranicznych zatwierdzili sankcje ekonomiczne wobec Wenezueli, wzywając jednocześnie rządzących tym krajem do przywrócenia legitymizacji demokratycznej władzy w drodze wolnych wyborów. - Gabinet Donalda Trumpa - Prezydent Donald Trump nominował Alexa Azara na stanowisko sekretarz zdrowia i opieki społecznej w miejsce Toma Price’a, który zrezygnował z tego stanowiska 29 września. - Polityka Wenezueli - Agencja ratingowa S&P Global Ratings ogłosiła „częściową niewypłacalność” Wenezueli i obniżyła rating jej długu do poziomu SD (ang. selective default). - Polityka Zimbabwe - Dowódca armii Zimbabwe generał Constantino Chiwenga na konferencji prasowej z 90 wysokimi rangą oficerami zagroził interwencją wojskową, jeśli nie zakończy się czystka w partii rządzącej. - Wybory prezydenckie w Somalilandzie - W wyborach prezydenckich w Somalilandzie zwyciężył Muse Bihi Abdi (55,10%), natomiast drugie miejsce zajął Abdirahman Mohamed Abdullahi (40,73%). |
| KONFLIKTY ZBROJNE |
| - Wojna domowa w Syrii - Co najmniej 53 osoby zginęły w atakach lotniczych na targ w miejscowości Atarib, kontrolowanej przez rebeliantów. Większość zabitych to cywile. |

## 12 listopada
| POLITYKA I SPRAWY MIĘDZYNARODOWE |
| --- |
| - Wybory prezydenckie w Słowenii - W II turze wyborów prezydenckich w Słowenii zwyciężył dotychczasowy prezydent Borut Pahor (53,09%), pokonując Marjana Šarca (46,91%). Frekwencja wyniosła 42,13%. - Wybory parlamentarne w Gwinei Równikowej - W Gwinei Równikowej odbyły się wybory parlamentarne. Zwyciężyła w nich rządząca Partia Demokratyczna Gwinei Równikowej, zdobywając 99 na 100 miejsc w Izbie Reprezentantów Ludowych i wszystkie 55 miejsc w Senacie. Jeden mandat do Izby Reprezentantów Ludowych uzyskało natomiast opozycyjne ugrupowanie Obywatela dla Innowacji. - Hiszpański kryzys konstytucyjny - Premier Hiszpanii Mariano Rajoy odwiedził Katalonię po raz pierwszy od czasu zawieszenia autonomii regionu. Rajoy udał się tam, by udzielić poparcia kandydatowi swojej partii w nadchodzących wyborach regionalnych. Na wiecu w Barcelonie oświadczył, że konieczne jest odzyskanie demokratycznej i wolnej Katalonii. Zwrócił się również do firm, by nie opuszczały tego regionu Hiszpanii. - Wizyta prezydenta Donalda Trumpa w Azji - Prezydent Donald Trump spotkał się w Hanoi z prezydentem Wietnamu Trần Đại Quangiem. Podczas spotkania zaznaczył, że jest gotowy podjąć się mediacji pomiędzy Wietnamem a Chinami w sprawie konfliktu na Morzu Południowochińskim. |
| KONFLIKTY ZBROJNE |
| - Wojna domowa w Syrii - Tzw. Państwo Islamskie odzyskało kontrolę nad strategicznym miastem Abu Kamal na granicy syryjsko-irackiej. Jednocześnie Syryjskie Siły Demokratyczne (SDF) wyparły ISIS z dwóch innych ważnych miast, tj. Al-Busajra i Markada. |
| KATASTROFY I WYPADKI |
| - Trzęsienie ziemi w Kermanszahu - Trzęsienie ziemi o magnitudzie 7,3 nawiedziło Region Kurdystanu. Epicentrum znajdowało się 31 km na południowy zachód od miasta Halabdża w prowincji As-Sulajmanijja. Zginęło co najmniej 530 osób, a 8000 zostało rannych. - Katastrofa kolejowa w Demokratycznej Republice Konga - W Demokratycznej Republice Konga w pobliżu miejscowości Buyofwe wykoleił się pociąg jadący z kopalni miedzi i kobaltu w Lubumbashi do Lueny. W pociągu wybuchł pożar. Śmierć poniosło co najmniej 30 osób. - Co najmniej 16 osób zginęło w wypadku promu turystycznego, który wywrócił się na rzece Kryszna w stanie Andhra Pradesh w Indiach. Na statku było około 40 osób. - W katastrofie wojskowego śmigłowca w prowincji Wasit na wschodzie Iraku zginęło siedmiu żołnierzy. Przyczyną wypadku była awaria techniczna. |
| SPORT |
| - Gimnastyka - Mistrzostwa Świata w Skokach na Trampolinie: W Sofii zakończyły się mistrzostwa świata w skokach na trampolinie. Najwięcej złotych medali (7) zdobyli reprezentanci Chin. - Judo - Mistrzostwa Świata Open: W Marrakeszu zakończyły się mistrzostwa świata open w judo. W rywalizacji mężczyzn złoty medal zdobył Francuz Teddy Riner, srebro - Belg Toma Nikiforov, natomiast brązowe medale - Japończyk Takeshi Ojitani oraz Kubańczyk Alex García Mendoza. W zawodach kobiet zwyciężyła Japonka Sarah Asahina, pokonując w finałowej walce reprezentantkę Bośni i Hercegowiny Larisę Cerić. Brązowe medale zdobyły Kubanka Elianis Aguilar oraz Tunezyjka Nihel Cheikh Rouhou. - Tenis - Fed Cup: W rozegranym w Mińsku finale Pucharu Federacji Amerykanki pokonały Białorusinki 3:2. |

## 11 listopada
| POLITYKA I SPRAWY MIĘDZYNARODOWE |
| --- |
| - Szczyt APEC - Na szczycie APEC w Wietnamie ministrowie handlu i spraw zagranicznych 11 krajów rejonu Pacyfiku uzgodnili „zasadnicze elementy” wolnego handlu w ramach Partnerstwa Transpacyficznego (TPP). - Hiszpański kryzys konstytucyjny - W Barcelonie odbyła się demonstracja, której uczestnicy domagali się zwolnienia z aresztu proniepodległościowych katalońskich polityków. Barcelońska policja oszacowała liczbę uczestników na około 750 tysięcy. - Marsz Niepodległości - Z okazji Narodowego Święta Niepodległości ulicami Warszawy przeszedł Marsz Niepodległości organizowany przez ugrupowania o charakterze nacjonalistycznym. Według szacunków policji wzięło w nim udział ok. 60 tys. osób; władze Warszawy podały natomiast, że było to ok. 30 tys. osób. |
| KONFLIKTY ZBROJNE |
| - Ofensywa Państwa Islamskiego w Iraku - Rozpoczęło się natarcie armii irackiej na miasto Rawa w irackiej prowincji Al-Anbar, stanowiące ostatni duży ośrodek pod kontrolą Państwa Islamskiego w Iraku. - Na północy Iraku przy bazie lotniczej koło miasta Al-Hawidża odkryto masowy grób z ponad 400 ciałami ofiar Państwa Islamskiego. O znalezisku poinformował gubernator prowincji Kirkuk Rakan Said. - Wojna domowa w Republice Środkowoafrykańskiej - Siedem osób zostało zabitych, a około 20 zostało rannych w wyniku ataku granatem na pokojowy koncert w Bangi. |
| SPRAWY KRYMINALNE |
| - Odnaleziono ukradziony w sierpniu 2017 roku z Muzeum Uniwersytetu w Bergen tzw. Skarb Wikingów. Norweska policja aresztowała dwóch mężczyzn podejrzanych o kradzież eksponatów. Policji udało się odzyskać ponad ⅔ z ponad 400 artefaktów o bezcennej wartości kulturowej, które znaleziono w mieszkaniu należącym do jednego z aresztowanych. |
| SPORT |
| - Boks - Rosyjski bokser Artur Bietierbijew zdobył w kalifornijskim mieście Fresno wakujący po Amerykaninie Andre Wardzie tytuł mistrza świata federacji IBF w wadze półciężkiej. Rosyjski bokser pokonał przez techniczny nokaut w 12. rundzie Niemca Enrico Köllinga. - Rugby 7 - Mistrzostwa Oceanii: Na Fidżi zakończyły się mistrzostwa Oceanii. W rywalizacji mężczyzn mistrzem została reprezentacja Fidżi, która pokonała w finale reprezentację Nowej Zelandii. Mecz o 3. miejsce nie został rozegrany ze względu na warunki atmosferyczne, z tego względu brązowe medale otrzymały dwie drużyny: Australia i Samoa. Ponieważ wszyscy medaliści mieli już zapewniony awans na Puchar Świata 2018, kwalifikację taką otrzymała reprezentacja Papui-Nowej Gwinei, która zakończyła zmagania na 5. miejscu. W rywalizacji kobiet zwyciężyła drużyna Nowej Zelandii, srebrny medal zdobyła Australia, natomiast brązowy – Fidżi. Awans na Puchar Świata 2018 uzyskała reprezentacja Papui-Nowej Gwinei, która zajęła 4. miejsce. - Tenis - Next Generation ATP Finals: W Mediolanie zakończył się turniej Next Generation ATP Finals dla najlepszych zawodników do lat 21. W finale Koreańczyk Chung Hyeon pokonał Rosjanina Andrieja Rublowa. W turnieju przetestowano nowe zasady. Mecze rozgrywane były do trzech wygranych setów, a sety rozgrywano do czterech wygranych gemów. W poszczególnych gemach nie grano na przewagi. Przy serwisie nie obowiązywały nety, a w trakcie przerw zawodnik mógł skontaktować się z trenerem. |

## 10 listopada
| POLITYKA I SPRAWY MIĘDZYNARODOWE |
| --- |
| - Stosunki saudyjsko-libańskie - Przywódca Hezbollahu Hasan Nasr Allah uznał rezygnację premiera Libanu Sada al-Haririego za „bezprecedensową saudyjską interwencję” w libańską politykę. Saudyjczykom zarzucił także podżeganie do wojny z Izraelem, uznając, iż wypowiedzieli oni wojnę Libanowi i Hezbollahowi. - Interwencja Arabii Saudyjskiej w Jemenie - Samoloty koalicji pod wodzą Arabii Saudyjskiej dokonały dwóch nalotów na gmach ministerstwa obrony w stolicy Jemenu – Sanie – kontrolowany przez rebeliantów Huti. |
| SPRAWY KRYMINALNE |
| - Napad na Polaków w Rimini - Guerlin Butungu, 20-latek z Konga, został skazany na karę 16 lat więzienia za napaść na dwoje polskich turystów w Rimini oraz za inne napady i rozboje dokonane w tym mieście w sierpniu 2017 roku. |
| KULTURA |
| - Religia w Niemczech - Wyższy sąd administracyjny w Münster wydał wyrok, w którym stwierdził, że zarówno Centralna Rada Muzułmanów w Niemczech, jak i Rada Islamu w Niemczech, nie są wspólnotami religijnymi w rozumieniu ustawy zasadniczej. Nie mają więc prawa domagać się wprowadzenia nauczania islamu w szkołach publicznych. |

## 9 listopada
| POLITYKA I SPRAWY MIĘDZYNARODOWE |
| --- |
| - Hiszpański kryzys konstytucyjny - Hiszpański Sąd Najwyższy przesłuchał byłą szefową regionalnego parlamentu Katalonii Carme Forcadell. Po przesłuchaniu hiszpańska prokuratura złożyła wniosek o bezwarunkowy areszt dla Forcadell oraz trojga byłych deputowanych: Lluísa Corominasa, Lluísa Guinó i Anny Simó. Deputowanym regionalnego parlamentu postawiono zarzuty nieposłuszeństwa i utrudniania działania wymiaru sprawiedliwości. - Wizyta prezydenta Donalda Trumpa w Azji - W drugim dniu wizyty prezydenta Donalda Trumpa w Chińskiej Republice Ludowej na spotkaniu z przewodniczącym ChRL Xi Jinpingiem poruszono m.in. kwestię spornych obszarów Morza Południowochińskiego oraz sprawę Tajwanu. - Chińskie i amerykańskie firmy zawarły umowy warte około 250 miliardów dolarów. - Stosunki saudyjsko-libańskie, stosunki kuwejcko-libańskie - Arabia Saudyjska i Kuwejt wezwały swoich obywateli do natychmiastowego opuszczenia Libanu. - Wybory parlamentarne na Falklandach - Na Falklandach odbyły się wybory parlamentarne, w których wyłoniono ośmiu deputowanych (pięciu w okręgu wyborczym Stanley oraz trzech w okręgu wyborczym Camp). Frekwencja w okręgu wyborczym Stanley wyniosła 80%, natomiast w okręgu wyborczym Camp - 86%. |
| KONFLIKTY ZBROJNE |
| - Wojna domowa w Syrii - Syryjska armia ogłosiła, iż miasto Abu Kamal zostało całkowicie uwolnione od Państwa Islamskiego. |
| SPORT |
| - Biegi narciarskie - Maksim Wylegżanin, Aleksiej Pietuchow, Jewgienija Szapowałowa i Julija Iwanowa zostali ukarani przez Komisję Dyscyplinarną MKOl dożywotnim zakazem udziału w igrzyskach olimpijskich za złamanie przepisów antydopingowych. Wylegżanin utracił także dwa srebrne medale olimpijskie zdobyte w 2014 roku (wcześniej, po dyskwalifikacji Aleksandra Legkowa, odebrano mu trzeci srebrny medal zdobyty w sztafecie). - Curling - Mistrzostwa Azji i Pacyfiku: W miejscowości Erina w Australii zakończyły się Mistrzostwa Azji i Pacyfiku. Zarówno w męskiej, jak i żeńskiej rywalizacji złoty medal zdobyła drużyna Korei Południowej. W rozgrywkach mężczyzn srebrny medal zdobył zespół Chin, a brązowy - Japonii, natomiast u kobiet srebrny medal zdobyła drużyna Japonii, a brązowy - Chin. Wszyscy medaliści uzyskali awans na mistrzostwa świata w 2018 roku. - Piłka nożna - Mistrzostwa Świata: Firma Adidas zaprezentowała oficjalną piłkę Mistrzostw Świata 2018 – Telstar 18. |

## 8 listopada
| POLITYKA I SPRAWY MIĘDZYNARODOWE |
| --- |
| - Hiszpański kryzys konstytucyjny - Hiszpański Trybunał Konstytucyjny unieważnił deklarację niepodległości Katalonii. - Polityka Wielkiej Brytanii - Brytyjska minister rozwoju międzynarodowego Priti Patel, która nie ujawniła wielu spotkań z izraelskimi politykami podczas swojego urlopu, podała się do dymisji. - Sytuacja prawna i społeczna osób LGBT w Niemczech - Niemiecki Federalny Trybunał Konstytucyjny w Karlsruhe orzekł, iż niemieckie urzędy muszą zapewnić obywatelom możliwość zarejestrowania trzeciej, oprócz męskiej i żeńskiej, płci. Trybunał dał władzom czas do końca 2018 roku na wprowadzenie zmian w prawie. |
| KONFLIKTY ZBROJNE |
| - Wojna domowa w Syrii - Oddziały armii syryjskiej (SAA), Hezbollah oraz irackie Siły Mobilizacji Ludowej (PMF) połączyły swoje siły, przystępując do szturmu okupowanego przez Państwo Islamskie miasta Abu Kamal. |
| SPRAWY KRYMINALNE |
| - Walka z narkotykami w Kolumbii - Siły bezpieczeństwa Kolumbii przechwyciły w dwóch departamentach – Antioquia i Chocó – 12 ton kokainy - największą ilość w historii tego kraju. Jej wartość oszacowano na 360 milionów dolarów. |
| KULTURA |
| - Na sztucznie usypanej wyspie Saadiyat w Abu Zabi, w obecności prezydenta Francji Emmanuela Macrona oraz następcy emira Abu Zabi Muhammada ibn Zaida an-Nahajana, otwarto muzeum Louvre Abu Dhabi – największe muzeum na Półwyspie Arabskim. - Serwis społecznościowy Twitter na stałe zwiększył limit znaków w jednym wpisie ze 140 do 280. Zmiana nie objęła jedynie wiadomości po chińsku, japońsku i koreańsku. |

## 7 listopada
| POLITYKA I SPRAWY MIĘDZYNARODOWE |
| --- |
| - Konferencja klimatyczna w Bonn (COP23) - Syria podpisała tzw. porozumienie paryskie z 2015 roku. - Wizyta prezydenta Donalda Trumpa w Azji - Prezydent Donald Trump odwiedził Koreę Południową, gdzie spotkał się z prezydentem Mun Jae-inem. Głównym tematem rozmów był kryzys w relacjach z Koreą Północną. Prezydent Trump potwierdził, iż Stany Zjednoczone, jeśli zajdzie taka potrzeba, są gotowe do wypełniania zobowiązań sojuszniczych, wykorzystując pełny zakres możliwości wojskowych. - Wybory w Stanach Zjednoczonych - W wyborach gubernatorskich w Wirginii kandydat Partii Demokratycznej Ralph Northam pokonał republikanina Eda Gillespiego, a w stanie New Jersey demokrata Phil Murphy zwyciężył z republikaninem Kimem Guadagno. - W Nowym Jorku burmistrzem na drugą kadencję wybrany został demokrata Bill de Blasio. W Seattle zaś nowym burmistrzem została prawniczka Jenny Durkan. |
| KONFLIKTY ZBROJNE |
| - Wojna w Afganistanie - W ataku uzbrojonych napastników przebranych za policjantów na siedzibę prywatnej telewizji Szamszad w Kabulu zginęły co najmniej dwie osoby, a 20 zostało rannych. |
| NAUKA |
| - W Dorset w Anglii odkryto dwa zęby trzonowe bez korzeni należące do dwóch różnych gatunków ssaków, które stanowią najstarsze ogniwa we współczesnej rodzinie ssaków. Pierwszy gatunek nazwano Durlstotherium newmani, na cześć Charlesa Newmana - właściciela pubu znajdującego w pobliżu miejsca znaleziska. Drugi natomiast został nazwany Durlstodon ensomi, po miejscowym paleontologu Paulu Ensomie. |
| SPORT |
| - Jeździectwo - Melbourne Cup: W 157. wyścigu Melbourne Cup wygrał dosiadany przez Coreya Browna trzyletni ogier Rekindling trenowany przez Josepha O’Briena. - Lekkoatletyka - Kenijska maratonka Jemima Sumgong została zdyskwalifikowana na cztery lata (z mocą od 4 kwietnia 2017 roku) przez Kenijską Agencję Antydopingową ze względu na stosowanie substancji dopingującej – erytropoetyny (EPO). - Szachy - Drużynowe Mistrzostwa Europy: W greckim Limin Chersonisu na Krecie zakończyły się Drużynowe Mistrzostwa Europy w szachach. W kategorii open zwycięstwo odniosła drużyna Azerbejdżanu, na drugim stopniu podium stanęła drużyna Rosji, a na trzecim - Ukrainy. W rozgrywkach kobiet wygrała drużyna Rosji, a za nią uplasowały się zespoły z Gruzji i Ukrainy. |

## 6 listopada
| POLITYKA I SPRAWY MIĘDZYNARODOWE |
| --- |
| - Wybory parlamentarne w Islandii w 2017 roku - Liderka ugrupowania Ruch Zieloni-Lewica (VG) – Katrín Jakobsdóttir – poinformowała o niepowodzeniu rozmów na temat koalicji z: partią Sojusz, Partią Postępu oraz Partią Piratów. - Konferencja klimatyczna w Bonn (COP23) - W Bonn rozpoczęła się ramowa konferencja Narodów Zjednoczonych w sprawie zmian klimatu pod przewodnictwem Fidżi. - Stosunki saudyjsko-irańskie - Saudyjski minister spraw zagranicznych Adil al-Dżubajr oświadczył, iż uważa nieudany atak rakietą balistyczną na międzynarodowe lotnisko w Rijadzie za akt wojny ze strony Iranu i zastrzega sobie prawo do odpowiedzi w odpowiedni sposób i w odpowiednim czasie. - Referendum niepodległościowe w Kurdystanie - Federalny Sąd Najwyższy Iraku orzekł, że żaden region czy prowincja nie mogą odłączyć się od kraju. Orzeczenie stanowiło odpowiedź na wniosek irackiego rządu w kwestii interpretacji Konstytucji Iraku związany z referendum niepodległościowym w Kurdystanie, które odbyło się 25 września 2017 roku. - Polityka Zimbabwe - Emmerson Mnangagwa został usunięty ze stanowiska wiceprezydenta Zimbabwe, według oficjalnego komunikatu ze względu na „nielojalność, brak szacunku, podstępność i niewłaściwe wykonywanie obowiązków”. - Polityka Wysp Salomona - Parlament Wysp Salomona uchwalił wotum nieufności stosunkiem głosów 27 do 23 wobec premiera Manasseha Sogavare'a. |
| SPORT |
| - Tenis - Ranking ATP: Brazylijczyk Marcelo Melo czwarty raz w karierze został liderem rankingu ATP deblistów. |

## 5 listopada
| POLITYKA I SPRAWY MIĘDZYNARODOWE |
| --- |
| - Hiszpański kryzys konstytucyjny - Były premier Katalonii Carles Puigdemont i czterech byłych ministrów - Antoni Comín, Clara Ponsatí, Meritxell Serret oraz Lluís Puig - oddało się w ręce belgijskiej policji. - Wybory regionalne na Sycylii - W wyborach na przewodniczącego regionalnego zgromadzenia Sycylii zwyciężył kandydat centroprawicowej koalicji Nello Musumeci. - Protesty w Rosji - Około 300 osób zatrzymała rosyjska policja w centrum Moskwy, głównie osoby związane z opozycjonistą Wiaczesławem Malcewem i jego zdelegalizowanym ruchem Artpodgotowka. Oficjalnym powodem zatrzymań było uczestnictwo w akcji odbywającej się bez zezwolenia władz. - Wizyta prezydenta Donalda Trumpa w Azji - W pierwszym etapie 12-dniowej wizyty w Azji prezydent Donald Trump przyleciał do Japonii. - Paradise Papers - Dziennikarze rozpoczęli publikację zawartości 13,4 mln dokumentów, które wyciekły z kancelarii Appleby na Bermudach i kilkunastu mniejszych. Dokumenty zawierają nazwiska osób i nazwy przedsiębiorstw, które miały dopuścić się nadużyć podatkowych. Wśród ujawnionych osób znalazły się m.in. królowa Elżbieta II, prezydent Kolumbii Juan Manuel Santos, prezydent Liberii Ellen Johnson-Sirleaf, były kanclerz Niemiec Gerhard Schröder, sekretarz handlu USA Wilbur Ross czy muzycy Bono i Madonna. W posiadaniu dokumentów znalazł się niemiecki dziennik Süddeutsche Zeitung, który przekazał je Międzynarodowemu Konsorcjum Dziennikarzy Śledczych (ICIJ). |
| KONFLIKTY ZBROJNE |
| - Wojna domowa w Jemenie - Co najmniej 15 osób zginęło w zamachu przeprowadzonym w Adenie przez lokalny odłam Państwa Islamskiego. Zamachowiec samobójca zdetonował tam ładunek wybuchowy w samochodzie w punkcie kontrolnym. - Ofensywa Państwa Islamskiego w Iraku - W wyniku ataku dokonanego przez dwóch zamachowców samobójców na szyicki meczet w północnej części miasta Kirkuk zginęło co najmniej 5 osób, a 20 zostało rannych. |
| SPRAWY KRYMINALNE |
| - Strzelanina w Sutherland Springs (Teksas) - Były żołnierz sił powietrznych Devin Patrick Kelley w czasie mszy w kościele baptystów w Sutherland Springs (Teksas) zastrzelił co najmniej 26 osób, a 20 osób zranił. Po ucieczce i wymianie strzałów z mieszkańcami popełnił samobójstwo. |
| SPORT |
| - Hokej na trawie - Puchar Azji kobiet: Reprezentacja Indii zdobyła Puchar Azji po zwycięstwie w finale w rzutach karnych z reprezentacją Chin, tym samym zapewniając sobie awans na Mistrzostwa Świata 2018. - Lekkoatletyka - Maraton Nowojorski: Kenijczyk Geoffrey Kipsang wygrał 47. Maraton Nowojorski z czasem 2:10:53. Wśród kobiet zwyciężyła Shalane Flanagan jako pierwsza Amerykanka od 1977 roku (2:26:53). - Snooker - International Championship: Mark Selby zwyciężył w turnieju International Championship odbywającym się w chińskim mieście Daqing, pokonując w finale Marka Allena 10:7. - Tenis - Rolex Paris Masters: Amerykanin Jack Sock pokonał w finale turnieju rangi ATP Masters 1000 – Rolex Paris Masters - Serba Filipa Krajinovicia i zapewnił sobie awans do ATP Finals. W grze podwójnej zwyciężyła para Łukasz Kubot/Marcelo Melo, wygrywając w finale z parą Ivan Dodig/Marcel Granollers. - WTA Elite Trophy: W Zhuhai zakończył się turniej WTA Elite Trophy dla najlepszych zawodniczek, które nie zakwalifikowały się do WTA Finals. W grze pojedynczej triumfowała Niemka Julia Görges, pokonując w finale Amerykankę Coco Vandeweghe, natomiast w grze podwójnej zwycięstwo odniosły Chinki Duan Yingying i Han Xinyun, które w finale wygrały ze swoimi rodaczkami – Lu Jingjing i Zhang Shuai. |

## 4 listopada
| POLITYKA I SPRAWY MIĘDZYNARODOWE |
| --- |
| - Wybory regionalne na Słowacji - Na Słowacji odbyły się wybory regionalne. Słowacy wybrali przewodniczących poszczególnych krajów administracyjnych oraz przedstawicieli do rad samorządowych. Najwięcej miejsc w radach uzyskali kandydaci niezależni. Frekwencja wyniosła 29,95%. - Protesty w Rosji - W dzielnicy Lublino w Moskwie odbyła się demonstracja ruchów nacjonalistycznych pod nazwą Rosyjski Marsz z okazji obchodów Dnia Jedności Narodowej. Rosyjska policja zatrzymała ponad 40 osób. - Partie polityczne w Polsce - Na PGE Narodowym w Warszawie odbyła się Konwencja Zjednoczeniowa Polski Razem Zjednoczonej Prawicy, na której Jarosław Gowin ogłosił powstanie nowego ugrupowania – Porozumienie. - Polityka Arabii Saudyjskiej - Władze Arabii Saudyjskiej zatrzymały pod hasłami walki z korupcją 17 książąt oraz 38 byłych i obecnych ministrów, deputowanych i biznesmenów. Wśród zatrzymanych znalazł się saudyjski miliarder książę Al-Walid ibn Talal ibn Abd al-Aziz Al Su’ud. - Polityka Libanu - W telewizyjnym przemówieniu premier Libanu Sad al-Hariri poinformował o tym, iż podał się do dymisji w obawie przed zamachem na swoje życie. - Kryzys w obozie dla uchodźców na wyspie Manus - Premier Australii Malcolm Turnbull poinformował, iż Australia odrzuciła ofertę przejęcia przez Nową Zelandię 150 migrantów z likwidowanego obozu na wyspie Manus w Papui-Nowej Gwinei, w którym doszło do kryzysu humanitarnego. - Konferencja klimatyczna w Bonn (COP23) - W Bonn odbyła się manifestacja, w której wzięło udział kilkanaście tysięcy osób, opowiadająca się za rezygnacją z energii węglowej. Manifestacja miała na celu wpłynięcie na uczestników konferencji klimatycznej - COP23 (6-17 listopada 2017). |
| KONFLIKTY ZBROJNE |
| - Interwencja Arabii Saudyjskiej w Jemenie - Siły Arabii Saudyjskiej przechwyciły - w pobliżu portu lotniczego w Rijadzie - rakietę balistyczną wystrzeloną z terytorium Jemenu przez rebeliantów Huti. Nikt nie zginął. Wystrzelenie pocisku rakietowego było odpowiedzią na bombardowania Jemenu z 1 października dokonane przez koalicję pod wodzą Arabii Saudyjskiej. - Wojna domowa w Syrii - Bitwa o Dajr az-Zaur: W obozowisku dla uchodźców w mieście Dajr az-Zaur doszło do wybuchu samochodu pułapki, w wyniku którego śmierć poniosło co najmniej 75 osób, a 140 zostało rannych. Zamachu dokonali dżihadyści z Państwa Islamskiego w odpowiedzi na ogłoszenie przez stronę syryjską całkowitego uwolnienia miasta od ISIS. |
| KATASTROFY I WYPADKI |
| - Do Wietnamu dotarł tajfun Damrey. Zginęło co najmniej 27 osób. |
| SPORT |
| - Boks - W Nowym Jorku amerykański bokser Deontay Wilder zachował pas wagi ciężkiej federacji WBC, nokautując w 1. rundzie Kanadyjczyka Bermane’a Stiverne’a. - Formuła 1 – Sezon 2017 - Felipe Massa ogłosił, że po zakończeniu sezonu 2017 kończy karierę w Formule 1. - Mieszane sztuki walki (MMA) - UFC 217: W walce wieczoru Kanadyjczyk Georges St-Pierre pokonał broniącego tytułu mistrza wagi średniej Brytyjczyka Michaela Bispinga. W pozostałych walkach mistrzowskich T.J. Dillashaw zwyciężył w walce z Codym Garbrandtem, zdobywając mistrzostwo wagi koguciej, natomiast w rywalizacji kobiet nową mistrzynią w wadze słomkowej została Amerykanka Rose Namajunas, wygrywając z broniącą tytułu Polką Joanną Jędrzejczyk. - Piłka nożna - Afrykańska Liga Mistrzów: Marokański klub Wydad Casablanca zwyciężył w Afrykańskiej Lidze Mistrzów, pokonując w drugim meczu finałowym egipski zespół Al-Ahly Kair (w pierwszym spotkaniu padł wynik 1-1). - Piłka nożna plażowa - Puchar Interkontynentalny: W Dubaju zakończył się Puchar Interkontynentalny w piłce nożnej plażowej. W finale reprezentacja Brazylii pokonała 2:0 reprezentację Portugalii, natomiast w meczu o 3. miejsce reprezentacja Iranu wygrała z reprezentacją Rosji 4:2. |

## 3 listopada
| POLITYKA I SPRAWY MIĘDZYNARODOWE |
| --- |
| - Hiszpański kryzys konstytucyjny - Hiszpański Sąd Najwyższy wydał europejski nakaz aresztowania (ENA) wobec byłego premiera Katalonii Carlesa Puigdemonta. ENA objęci zostali także byli członkowie rządu Puigdemonta: Antoni Comín, Clara Ponsatí, Meritxell Serret oraz Lluís Puig. - Polityka Argentyny - Były minister gospodarki i wiceprezydent Argentyny za czasów rządów prezydent Cristiny Fernández de Kirchner – Amado Boudou – został zatrzymany w związku z zarzutami popełnienia przestępstw korupcyjnych.                   |
| KONFLIKTY ZBROJNE |
| - Wojna domowa w Syrii - Bitwa o Dajr az-Zaur: Syryjska armia i jej sojusznicy ogłosili, iż miasto Dajr az-Zaur zostało całkowicie uwolnione od ISIS. - W wyniku eksplozji samochodu-pułapki w mieście Hadar (Al-Kunajtira) dokonanej przez organizację Tahrir al-Sham śmierć poniosło co najmniej 9 osób, a 23 zostały ranne. - Ofensywa Państwa Islamskiego w Iraku - Irakijskie Siły Zbrojne wkroczyły do miasta Al-Ka’im znajdującego się w pobliżu granicy z Syrią – jednego z ostatnich miast kontrolowanych przez Państwo Islamskie. |
| SPRAWY KRYMINALNE |
| - Wydarzenia w Kumanowie (maj 2015) - Albańczyk Sulejman Osmani - przywódca zbrojnej grupy Albańczyków - został skazany przez macedoński sąd na karę dożywotniego pozbawienia wolności za udział w wydarzeniach z 9 maja 2015 roku w mieście Kumanowo, w wyniku których zginęło 18 osób. |
| KULTURA |
| - Po serii oskarżeń o molestowanie seksualne platforma Netflix poinformowała o zakończeniu współpracy z Kevinem Spacey. |

## 2 listopada
| POLITYKA I SPRAWY MIĘDZYNARODOWE |
| --- |
| - Hiszpański kryzys konstytucyjny - Sąd w Madrycie zdecydował o tymczasowym areszcie dla ośmiu członków zdymisjonowanego rządu Katalonii, w tym byłego wicepremiera Oriola Junquerasa. - Wybory parlamentarne w Islandii w 2017 roku - Prezydent Islandii Guðni Th. Jóhannesson powierzył Katrín Jakobsdóttir – liderce ugrupowania Ruch Zieloni-Lewica (VG), które zajęło drugie miejsce w przedterminowych wyborach parlamentarnych - misję utworzenia rządu. - Polityka Wielkiej Brytanii - Gavin Williamson został mianowany nowym ministrem obrony w rządzie Theresy May po rezygnacji Michaela Fallona. - Polityka Stanów Zjednoczonych - Prezydent Stanów Zjednoczonych Donald Trump wybrał Jerome’a Powella na kolejnego przewodniczącego Rady Gubernatorów Systemu Rezerwy Federalnej (Fed). |
| KONFLIKTY ZBROJNE |
| - Konflikt etniczny w Mjanmie - Przywódczyni Mjanmy Aung San Suu Kyi odwiedziła po raz pierwszy od wybuchu konfliktu stolicę stanu Rakhine, Sittwe, a także okręgi Maungdaw i Buthidaung na północy stanu zamieszkałe przez grupę etniczną Rohingja. |
| SPRAWY KRYMINALNE |
| - Wydarzenia w Kumanowie (maj 2015) - Sąd w Skopju skazał 33 Albańczyków oskarżonych o terroryzm i pomoc terrorystom w związku ze starciami z policją, do których doszło w Kumanowie w maju 2015 roku, w wyniku których śmierć poniosło 18 osób. Spośród osądzonych 37 osób siedem skazano na karę dożywotniego pozbawienia wolności, 26 na kary od 12 do 40 lat więzienia, a cztery uniewinniono. |
| KATASTROFY I WYPADKI |
| - W wyniku eksplozji w elektrociepłowni NTPC w mieście Unchahar w stanie Uttar Pradesh w Indiach zginęło co najmniej 29 osób, a 100 zostało rannych. |
| KULTURA |
| - 55. Viennale - Wiedeńską nagrodę filmową otrzymały argentyńsko-austriacko-koreański film Przyzwoita kobieta w reżyserii Lukasa Valenty Rinnera oraz austriacko-niemiecki dokument Bez tytułu w reżyserii Michaela Glawoggera i Moniki Willi. |
| NAUKA |
| - W północnej części Sumatry, w Batang Toru, odkryto nowy gatunek orangutana. Nadano mu nazwę orangutana z Tapanuli (Pongo tapanuliensis). - W czasopiśmie Nature ukazały się wyniki badań przeprowadzonych przez międzynarodowy zespół badawczy, z których wynika, że w Piramidzie Cheopsa w Gizie znajduje się niezbadana dotąd „pusta przestrzeń” o długości trzydziestu metrów. To pierwsze tego rodzaju znalezisko od XIX wieku. |

## 1 listopada
| POLITYKA I SPRAWY MIĘDZYNARODOWE |
| --- |
| - Wybory parlamentarne w Japonii - Shinzō Abe – lider Partii Liberalno-Demokratycznej – został po raz kolejny wybrany przez parlament na stanowisko premiera Japonii. - Stan wyjątkowy we Francji - We Francji przestał obowiązywać stan wyjątkowy wprowadzony 14 listopada 2015 roku po ataku terrorystycznym w Paryżu. - Polityka Wielkiej Brytanii - Brytyjski minister obrony Michael Fallon podał się do dymisji na tle skandalu dotyczącego przypadków molestowania seksualnego przez posłów Izby Gmin i przedstawicieli największych brytyjskich partii politycznych. - Polityka Niemiec - Burmistrz Berlina Michael Müller (SPD) został wybrany przewodniczącym Bundesratu. |
| KONFLIKTY ZBROJNE |
| - Wojna w Afganistanie - W wyniku eksplozji dwóch cystern w mieście Czarikar zginęło co najmniej 15 osób, a 27 zostało rannych. - Interwencja Arabii Saudyjskiej w Jemenie - Koalicja pod przywództwem Arabii Saudyjskiej dokonała ostrzału bazaru w dystrykcie Sahar w muhafazie Sada, znajdującym się pod kontrolą Huti, w wyniku którego śmierć poniosło co najmniej 26 osób. - Konflikt izraelsko-palestyński - Hamas przekazał kontrolę nad przejściami granicznymi Strefy Gazy z Izraelem i Egiptem na rzecz Autonomii Palestyńskiej w ramach porozumienia o pojednaniu z ugrupowaniem Al-Fatah.                                                                              |
| KULTURA |
| - W Australii władze Parku Narodowego Uluru-Kata Tjuta zdecydowały, iż od 26 października 2019 roku obowiązywać zacznie zakaz wspinaczki na skałę Uluru – święte miejsce Aborygenów. |
| SPORT |
| - Biegi narciarskie - Rosyjscy biegacze narciarscy Aleksandr Legkow i Jewgienij Biełow zostali ukarani przez Komisję Dyscyplinarną MKOl dożywotnim zakazem udziału w igrzyskach olimpijskich za złamanie przepisów antydopingowych. Legkow stracił także dwa medale zimowych igrzysk olimpijskich w Soczi: złoty medal w biegu masowym na 50 km oraz srebrny medal w sztafecie (srebrne medale w konsekwencji utracili także pozostali członkowie sztafety: Aleksandr Biessmiertnych, Dmitrij Japarow i Maksim Wylegżanin). |